# Unni Lund (zangeres)

Unni Lund (Christiania, 20 juli 1866 – Syracuse (New York), 16 november 1901) was een Noorse zangeres.
Unni (vertaald: kleine) werd als oudste dochter geboren binnen het gezin van de militair Henrik Louis Lund en Bergitte Theodora Lund. Zowel vader als moeder waren bekend in het muzikale leven in Oslo. Ze stond op het punt van trouwen met Henry F. Crawford, doch deze pleegde vlak voor het huwelijk zelfmoord (sneed zijn keel door tijdens het scheren). 
Ze kreeg onder meer lessen van Nina Hagerup, mevrouw Edvard Grieg. Lund emigreerde in 1887 naar de Verenigde Staten. Ze vestigde zich eerst in Oswego en later in New York. Ze nam verder lessen bij George Sweet. In 1893 werd ze aangesteld als docent zang aan de Universiteit van Syracuse, waar ze tot aan haar dood zou lesgeven. Ze werd daar geroemd om haar manier van lesgeven. Ze stierf aan pernicieuze anemie, waar ze al een aantal jaren tegen streed. Haar overlijden haalde de New York Times van 17 november 1901. Een van de studentenhuisjes op het universiteitsterrein werd naar Unni Lund vernoemd. De componist Adolf Frey droeg zijn lied Over the way uit 1901 aan haar op.
Haar broer kunstschilder Henrik Louis Lund (1879-1935) vernoemde in 1903 zijn dochter naar zijn zuster. Deze Unni Lund zou ook kunstenares worden. Voorts is er nog de schilderes Unni Lund (1914-2007).
Enkele concerten:
- 24 januari 1901 met pianist Eyvind Alnæs met onder meer liederen van Agathe Backer-Grøndahl
- 29 januari 1901 met Agathe Backer-Grøndahl achter de piano met een internationaal programma
- februari 1901, een concert in Kopenhagen